# .ps
.ps è il dominio di primo livello nazionale assegnato alla Palestina.
È amministrato dal Ministry of Telecommunications and Information Technology (MOTIT).
Nel 2010 ICANN ha approvato il dominio internazionalizzato فلسطين. (xn--ygbi2ammx).
Nel 2011 l'Università del Maryland ha reso disponibile un servizio di abbreviazione degli URL presso il dominio ter.ps.

## Domini di secondo livello
Sono disponibili i seguenti domini di secondo livello:
- .edu.ps
- .gov.ps
- .sch.ps
- .com.ps
- .net.ps
- .org.ps